# Превале (Словения)
Вижте пояснителната страница за други значения на Превале.
Превале (на словенски: Prevale) е село в Словения, регион Средна Словения, община Лития. Според Националната статистическа служба на Република Словения през 2015 г. селото има 10 жители.